# Mittelrüsselbach
Mittelrüsselbach ist ein Gemeindeteil des Marktes Igensdorf im Landkreis Forchheim (Oberfranken, Bayern).

## Geografie
Das im Erlanger Albvorland gelegene Dorf ist ein Gemeindeteil des oberfränkischen Marktes Igensdorf. Mittelrüsselbach liegt etwa zweieinhalb Kilometer ostsüdlich des Ortszentrums von Igensdorf auf einer Höhe von 356 m ü. NHN.

## Geschichte

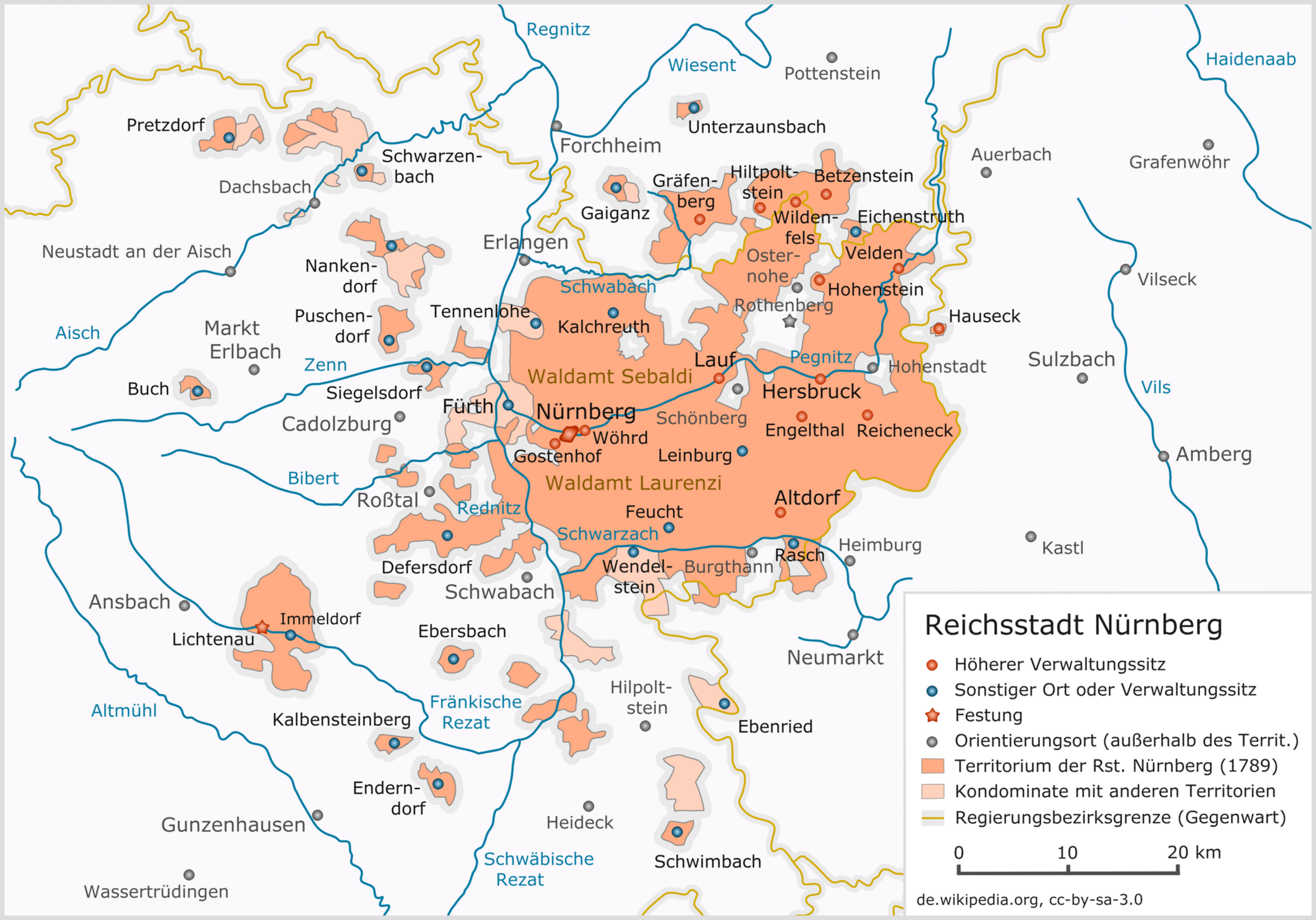
Das Landgebiet der Reichsstadt Nürnberg

Bis zum Beginn des 16. Jahrhunderts hatte der Ort wechselnde Eigentümer (vgl. den Beitrag zu Rüsselbach), dann wurde er während des Landshuter Erbfolgekrieges wie zahlreiche andere kurpfälzische Orte von den Truppen der Reichsstadt Nürnberg besetzt. Obwohl der Landshuter Erbfolgekrieg zwar 1505 mit dem Kölner Frieden endete, setzten sich die militärischen Auseinandersetzungen der Reichsstadt mit der Kurpfalz allerdings noch jahrelang fort, oftmals in der Form von Kleinkriegen. Erst nach jahrelangen Verhandlungen kam schließlich im Dezember 1520 ein Vertrag zustande, in dem der Reichsstadt der weitaus größte Teil der von ihr gemachten Eroberungen überlassen wurde, darunter auch Mittelrüsselbach. Verwaltungstechnisch ordnete die Reichsstadt den Ort dem Klaraamt Nürnberg zu, das die im fränkischen Raum für die Beanspruchung der Landeshoheit ausschlaggebende Dorf- und Gemeindeherrschaft über Mittelrüsselbach ausübte. Die Wahrnehmung der Hochgerichtsbarkeit hingegen stand dem ebenfalls nürnbergischen Pflegamt Hiltpoltstein in seiner Funktion als Fraischamt zu. In den folgenden drei Jahrhunderten blieben diese Verhältnisse unverändert bestehen, bis im Jahr 1790 Kurfürst Karl Theodor von Pfalz-Baiern ohne Rechtsgrundlage alle zwischen der Reichsstadt und der Pfalz bzw. Baiern abgeschlossenen Verträge und Abkommen aufkündigte. Dadurch wurde Mittelrüsselbach der nürnbergischen Landeshoheit entzogen und es wurde bayerisch.
Durch die zu Beginn des 19. Jahrhunderts im Königreich Bayern durchgeführten Verwaltungsreformen wurde Mittelrüsselbach mit dem zweiten Gemeindeedikt im Jahr 1818 zu einem Gemeindeteil der Ruralgemeinde Rüsselbach. Im Zuge der Gebietsreform in Bayern wurde Mittelrüsselbach am 1. Januar 1972 in den Markt Igensdorf eingegliedert.

## Verkehr
Die von Unterrüsselbach kommende Kreisstraße FO 31 durchquert den Ort und führt talaufwärts weiter nach Kirchrüsselbach. Im östlichen Ortsbereich zweigt von dieser die Kreisstraße FO 44 ab, die über Landkreisgrenze hinweg als ERH 12 nach Benzendorf führt. Vom ÖPNV wird Mittelrüsselbach an einer Haltestelle der Buslinie 217 des VGN bedient. Der nächstgelegene Bahnhof ist der unmittelbar südlich von Weidenbühl gelegene Haltepunkt Rüsselbach der Gräfenbergbahn.